# Haithabu-Dannewerk
Haithabu-Dannewerk ist ein Naturschutzgebiet in den schleswig-holsteinischen Gemeinden Busdorf, Dannewerk und Ellingstedt im Kreis Schleswig-Flensburg.

## Allgemeines
Das knapp 41 Hektar große Naturschutzgebiet ist mit der Nummer 39 in das Verzeichnis der Naturschutzgebiete des Ministeriums für Energiewende, Landwirtschaft, Umwelt, Natur und Digitalisierung eingetragen. Es wurde 1950 ausgewiesen (Datum der Verordnung: 5. Juli 1950). Zuständige untere Naturschutzbehörde ist der Kreis Schleswig-Flensburg. Das Naturschutzgebiet ist fast vollständig vom gleichnamigen Landschaftsschutzgebiet umgeben.

## Beschreibung

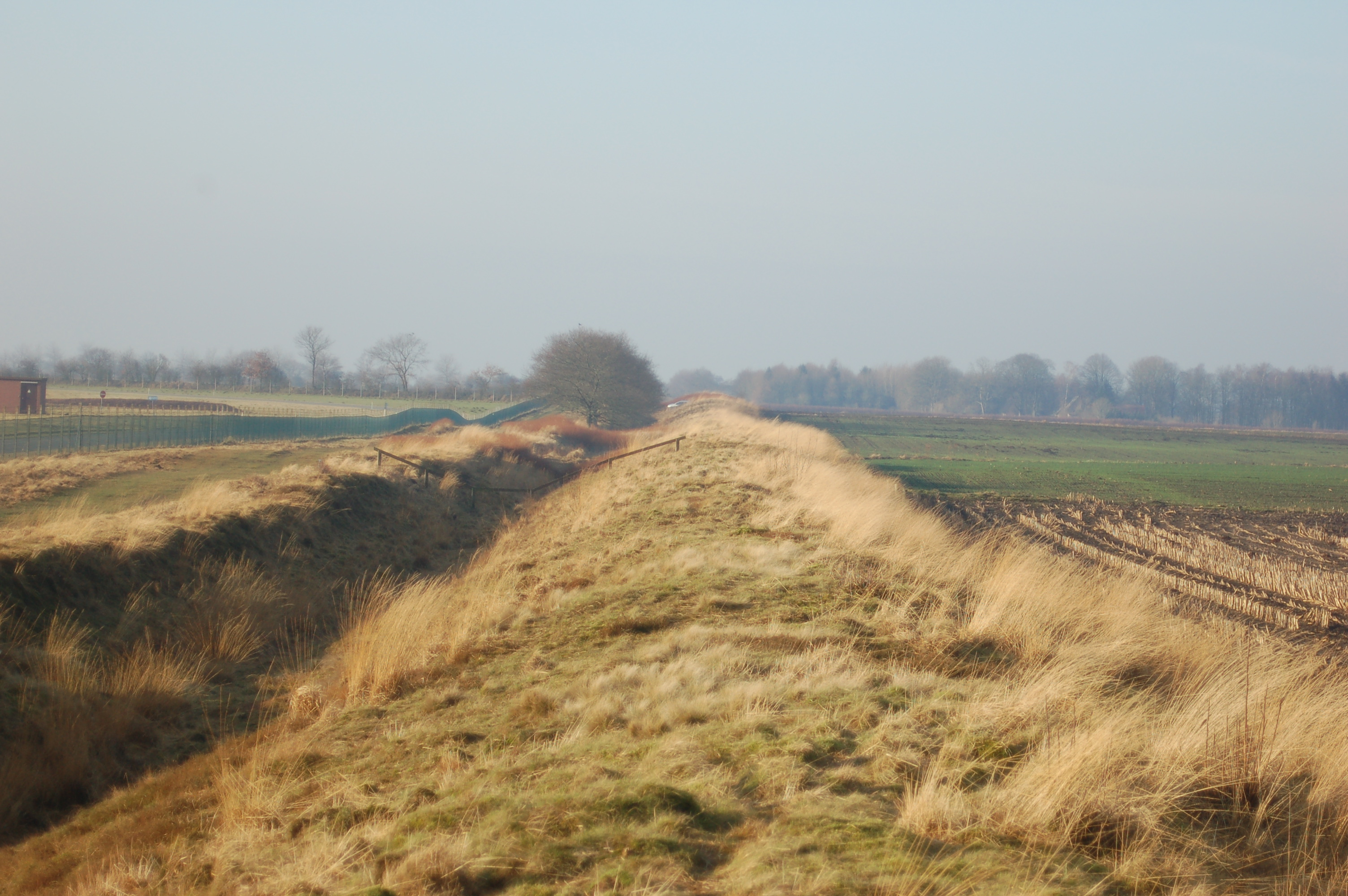
Kograben am Rand des Fliegerhorstes Schleswig

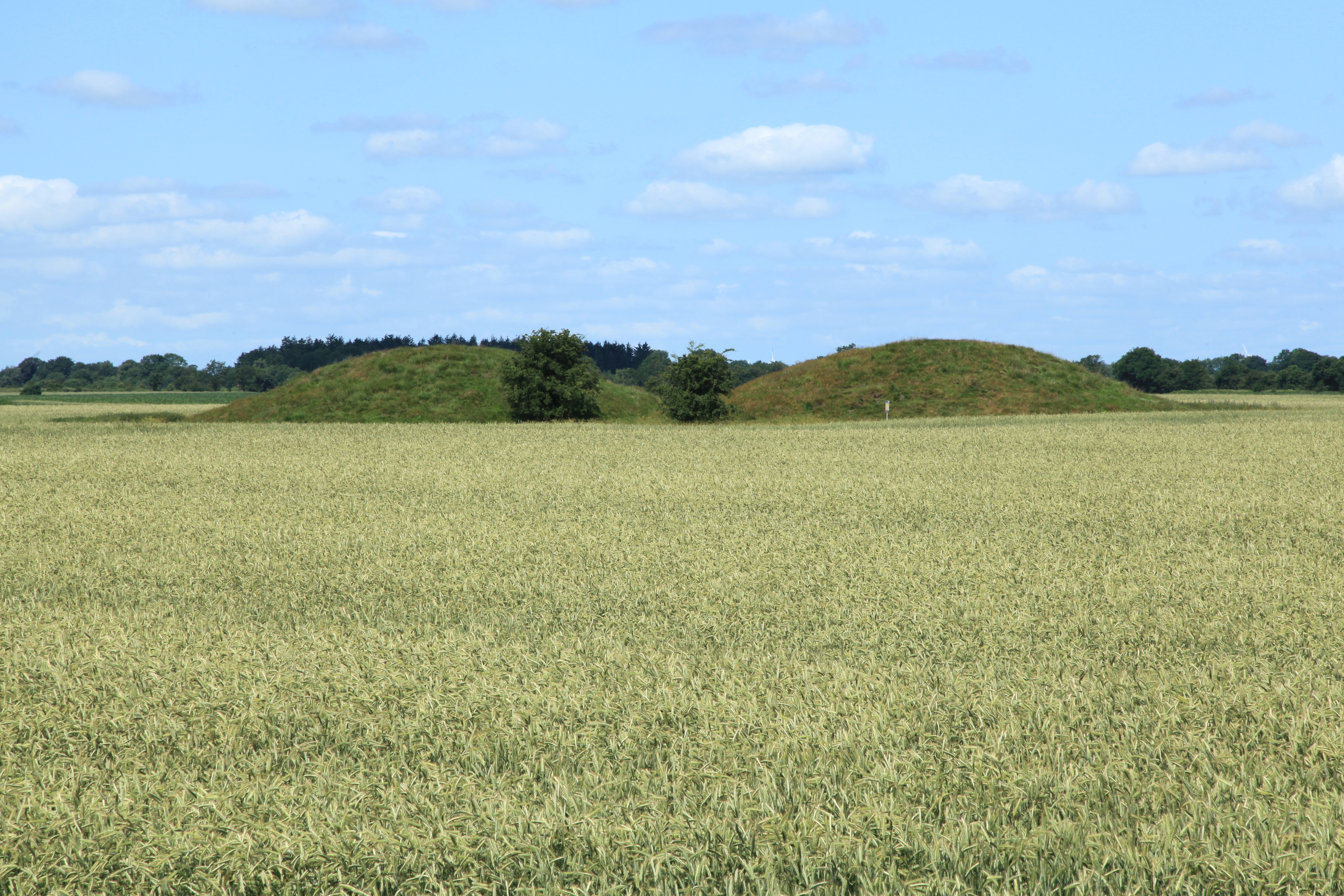
Tweebargen

Das aus mehreren Teilflächen bestehende Naturschutzgebiet liegt südlich und südwestlich von Schleswig. Die Teilflächen östlich der A 7 liegen teilweise innerhalb des Naturparkes Schlei. Das Naturschutzgebiet erstreckt sich über rund zehn Kilometer Länge entlang des Danewerks (östlicher Teil des Krummwalls, Hauptwall und Margarethenwall), die Wallanlagen um die ehemalige Wikingersiedlung Haithabu am Haddebyer Noor sowie einen Teil der nördlich davon liegenden, bewaldeten Hochburg und einen westlich des Ochsenwegs liegenden Teil des Kograbens. Weiterhin schließt es das aus zwei Hügelgräbern bestehende, archäologische Denkmal „Tweebargen“ nördlich des Kograbens mit ein.
Große Teile des Naturschutzgebietes werden von Sandmagerrasen und Borstgrasrasen geprägt. Teilweise stocken einzelne Gehölze oder Gehölzgruppen. Kleinflächig ist Zwergstrauchheide zu finden. Der Magarethenwall östlich der A 7 sowie die Wallanlagen um Haithabu und die Hochburg sind bewaldet.
Im Naturschutzgebiet siedeln im Bereich der Magerrasen u. a. Heidenelke, Dornige Hauhechel, Kriechende Hauhechel, Bergsandglöckchen, Kleines Habichtskraut, Rundblättrige Glockenblume, Hasenklee, Hornklee, Feldklee, Wundklee, Zittergras, Flaumhafer und Schafschwingel. Borstgrasrasen sind stellenweise im Wechsel mit Magerrasen zu finden. Hier siedeln neben Borstgras u. a. Arnika, Niedrige Schwarzwurzel, Besenheide, Dreizahn und Drahtschmiele. Die kleinflächig vorkommende Zwergstrauchheide wird von Besenheide mit Englischem Ginster, Färberginster und Besenginster geprägt. 
Auf dem östlichen Teil des Margarethenwalls und den Wallanlagen um Haithabu stocken Eichenmittelwälder, die aus Kratt- und Niederwäldern hervorgegangen sind. Hier stocken vor allem Stieleiche, Hasel, Hainbuche und Ulme.
Mager- und Borstgrasrasen bieten einer Vielzahl Insekten einen Lebensraum, darunter Wildbienen, Hummeln, Stechimmen, Schwebfliegen und Tagfaltern.
Die Rasen- und Heideflächen werden zur Pflege gemäht und mit Schafen und Ziegen beweidet.
Entlang der Wallanlagen verlaufen vielfach Wanderwege. An mehreren Stellen sind Infotafeln aufgestellt.